# Dorian Quentel
Dorian Quentel, né le 29 août 1981 à Brest, est un pongiste français évoluant à la Garde du Vœu Hennebont TT en Championnat de France Pro A de tennis de table. 
Il a été champion de France Cadets et Juniors. Il est champion de France par équipe 2009 avec l'équipe de Hennebont. Il a été sélectionné en équipe de France jeunes et séniors et a participé aux Championnats du monde de 2003.
Il est en janvier 2009 classé n°69 en France (classement tenant compte des étrangers évoluant dans le championnat de France). Il est n°27 français en juin 2009, après avoir été n°16 français en 2007. Son meilleur classement a été n° 8 français. Il a été sélectionné en équipe de France lors des championnats d'Europe de Zagreb en 2002 et lors des championnats du monde en 2003 à Paris. 
En Juniors, en 1999, il est 3eme au championnat d'Europe en simple.